# Краштат
Краштат (фр. Crastatt) насеље је и општина у источној Француској у региону Алзас, у департману Доња Рајна која припада префектури Саверн.
По подацима из 2011. године у општини је живело 214 становника, а густина насељености је износила 63,13 становника/km². Општина се простире на површини од 3,39 km². Налази се на средњој надморској висини од 250 метара (максималној 316 m, а минималној 227 m).

## Демографија
| 1962. | 1968. | 1975. | 1982. | 1990. | 1999. | 2011. |
| ----- | ----- | ----- | ----- | ----- | ----- | ----- |
| 156   | 175   | 168   | 173   | 177   | 184   | 214   |

График промене броја становника у току последњих година